# Elena Correa Usuga
Olga Elena Correa Usuga  conocida como Elena Correa (San José, 3 de noviembre de 1990) es una ex-reina de belleza, modelo, cantante, empresaria, ex Miss Costa Rica y con conocimientos en medicina y cirugía. Además, es administradora de empresas y en el 2022 culminó dos maestrías graduándose con honores en ambas; una en mercadeo y otra en comercio internacional en su natal Costa Rica.
Participó en el Miss Costa Rica 2016 en el cual logró el puesto de Primera Finalista, sin embargo, fue designada por la organización Miss Costa Rica como Miss Costa Rica 2017 en la capital costarricense, no obstante, representó a la provincia de Heredia durante su participación en el certamen nacional.
Incursionó en el mundo musical en el 2022 con varios covers los cuales subió en su canal de YouTube, y en ese mismo año lanzó su primer sencillo ¨No Soy Buena, No Soy Mala ¨, sin embargo, desde su niñez la música siempre estuvo muy presente en su vida.
En el 2023, Elena Correa, sorprendió a los costarricenses con nuevas producciones musicales como ¨De Cero¨, ¨Imparables ¨ e ¨Igloo¨, las cuales están disponibles en Spotify, YouTube y las plataformas de música.
Gracias a la exposición que se le dio a su música, sus canciones llegaron a oídos de grandes de la música y hoy en día esta trabajando en sus nuevos temas.

## Biografía
Olga Elena Correa Usuga nació el 3 de noviembre de 1990 en San José, Costa Rica, hija del empresario Gustavo Adolfo Correa Saldarriaga y la abogada María Mercedes Usuga Serna, ambos de origen colombiano. Con el fallecimiento de su padre en el 2023 es que ella decide obtener la nacionalidad colombiana y es por esta razón que posee ambas nacionalidades. Desde temprana edad tuvo interés por la música, siempre estuvo involucrada en coros de la iglesia, del colegio, grupos de baile, porrismo y las diferentes actividades. Estudió en el colegio María Auxiliadora. Desde sus 16 años incursionó en el mundo del modelaje lo cual le permitió ser la cara de varias marcas a nivel nacional e internacional. No obstante sus estudios nunca los dejo de lado, es por esta razón que posteriormente se graduó en administración de empresas y luego hizo dos maestrías, una en mercadeo y otra en comercio internacional, graduándose con honores en ambas. En  2011 empezó su trayectoria en concursos de belleza, ya que represento a su natal Costa Rica en tres concursos que se realizaron en China ( Miss Tourism Queen Of The Year Costa Rica 2011-Miss Bikini Internacional Costa Rica 2011-Miss Model of the World Costa Rica 2011), los cuales ayudaron a que pudiera foguearse para luego participar y ser elegida Miss Costa Rica 2017 y con dicho título pudo representar a su país en el Miss Universo que se realizó en Las Vegas, Estados Unidos.

## Títulos
Segunda finalista Miss Mundo Costa Rica 2011
Miss Tourism Queen Of The Year Costa Rica 2011 (China)
Miss Bikini Internacional Costa Rica 2011(China)
Miss Model of the World Costa Rica 2011 (China)
Miss Latinoamérica Costa Rica 2012 (Panamá)
Miss Piel Dorada Internacional 2012 (México)
Miss Supranational Costa Rica 2013 (Belarus- Rusia)
Miss Costa Rica Universo 2017 (Las Vegas)

## Redes sociales
Instagram: https://www.instagram.com/elenacorreaoficial/?hl=es
Facebook: https://www.facebook.com/ElenaCorreaOficial?mibextid=wwXIfr&rdid=oLG35sXG54iK3E5r&share_url=https%3A%2F%2Fwww.facebook.com%2Fshare%2F19HpkEXgDY%2F%3Fmibextid%3DwwXIfr
TikTok:https://www.tiktok.com/@elenacorreaoficia
YouTube:https://www.youtube.com/@elenacorreaoficial

## Vida Personal
Elena Correa ha tenido una relación sentimental desde el 2013 con el exitoso empresario costarricense Carlos Rodríguez hasta la actualidad.
Se casaron en el 2019 en una boda sorpresa tanto para los invitados como para la prensa costarricense que al enterarse crearon numerosas notas acerca de su boda. 